# Semionis
Semionis (лат.) — род мелких наездников подсемейства Microgastrinae из семейства Braconidae (Ichneumonoidea).

## Распространение
Афротропика (ЮАР) и Балтийский янтарь.

## Описание
Мелкие паразитические наездники (около 3 мм). От близких родов отличается апикально сильно суженным  первым тергитом, полностью гладким; второй тергит субтреугольный; II-й и III-й тергиты гладкие и блестящие. Проподеум гладкий. Жгутик усика 16-члениковый. Нижнечелюстные щупики 5-члениковые, нижнегубные щупики состоят из 3 сегментов. Дыхальца первого брюшного тергиты находятся на латеротергитах. Паразитируют предположительно на гусеницах бабочек.

## Классификация
Род был впервые выделен в 1965 году, а его валидный статус подтверждён американским энтомологом Уильямом Ричардом Мейсоном в 1981 году на основании типового вида Semionis rarus Nixon, 1965. Semionis принадлежит к подсемейству Microgastrinae.
- †Semionis nixoni Tobias, V.I. 1987[4]
- Semionis rarus Nixon, 1965